# نووخوالینسکی
نووخوالینسکی (انگلیسی: Novokhvalynsky) یک شهرک در شهرستان کوگارچینسکی جمهوری باشقیرستان در کشور روسیه است.